# Харбінський метрополітен
Харбінський метрополітен (кит.: 哈尔滨地铁) — система ліній метрополітену в місті Харбін, Хейлунцзян, КНР. Відкрився 26 вересня 2013 року. Всі станції в місті підземні.

## Історія
Будівництво метро в місті розпочалося 29 вересня 2008 року, рівно за 5 років була відкрита початкова дільниця завдовжки понад 17 км. 2011 року розпочались будівельні роботи на Лінії 3, початкова дільниця якої запрацювала у 2017 році. Лінію 2 почали будувати у 2015 році, в повному складі вона відкрита у 2021 році, в тому числі був відкритий тунель під рікою Сунгарі.

### Хронологія розвитку системи
- 26 вересня 2013 — відкриття початкової дільниці Лінії 1 , з 17 станцій та 17,5 км.
- 23 вересня 2014 — на діючій дільниці Лінії 1  відкрита станція «Museum of Heilongjiang Province».
- 26 січня 2017 — відкриття початкової дільниці Лінії 3 , з 3 станцій та 5 км.
- 16 червня 2017 — на діючій дільниці Лінії 3  відкрита станція «Kaishengyuanguangchang».
- 10 квітня 2019 — розширення Лінії 1  на 4 станцій та 8,6 км.
- 28 вересня 2019 — на діючій дільниці Лінії 1  відкрита станція «Wapenyao».
- 19 вересня 2021 — відкриття початкової дільниці Лінії 2  у складі 19 станцій.
- 26 листопада 2021 — розширення Лінії 3  на 20 станцій та 22,1 км.[5][6]

## Лінії
Станом на кінець 2021 року в місті працює 3 повністю підземні лінії метро. Всі лінії мають стандартну ширину колії, систему обслуговують шестивагонні потяги. Всі станції задля безпеки пасажирів обладнані платформними розсувними дверима
| №   | Дата відкриття  | Останнє продовження | Кількість станцій | Кінцеві станції                                         | Довжина в км |
| --- | --------------- | ------------------- | ----------------- | ------------------------------------------------------- | ------------ |
| (1) | 26 вересня 2013 | 28 веренсня 2019    | 23                | «Harbin East Railway Station»—«Xinjiang Street»         | 26           |
| (1) | 10 вересня 2021 | —                   | 19                | «Jiangbei University Town»—«Meteorological Observatory» | 28,7         |
| (1) | 26 січня 2017   | 26 листопада 2021   | 24                | «Sports Park»—«Taipingqiao»                             | 24,6         |

## Розвиток
Станом на кінець 2021 року в місті будується розширення Лінії 1 та Лінії 3 та проєктування ще двох нових ліній. В довгостроковому плані влади міста побудувати систему з 10 ліній метро загальною завдовжки понад 340 км.
- Лінія 3 — до 2022 року лінія стане кільцевою, складатиметься з 35 станцій та 37.6 км.
- Лінія 4 — заплановано 27 станцій та 32 км.
- Лінія 5 — заплановано 25 станцій та 36 км.

## Режим роботи
Метрополітен працює з 6:00, останній потяг від кінцевих станцій вирушає о 22:30.

## Галерея

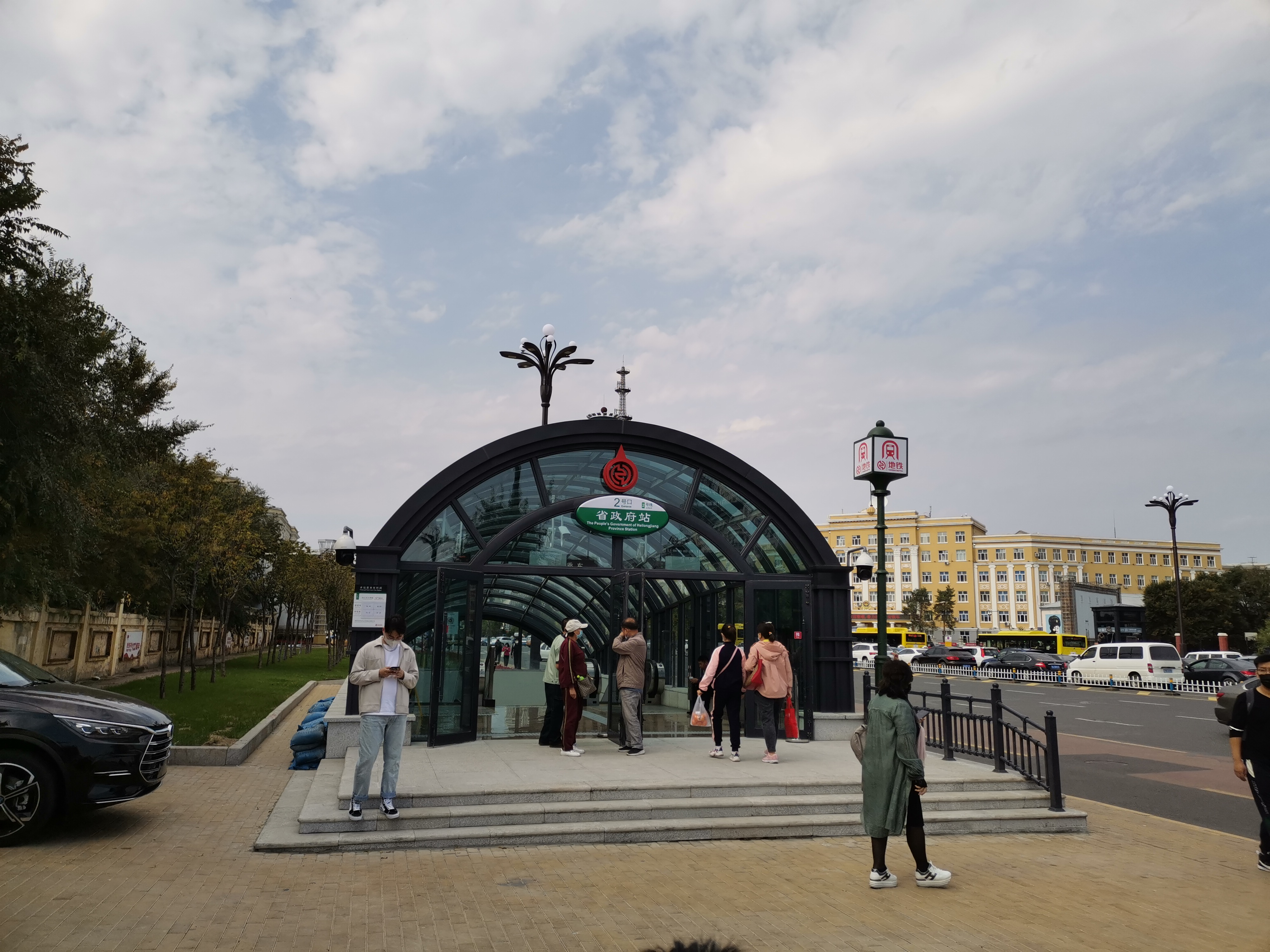
Один з виходів зі станції «The People's Government of Heilongjiang Province»
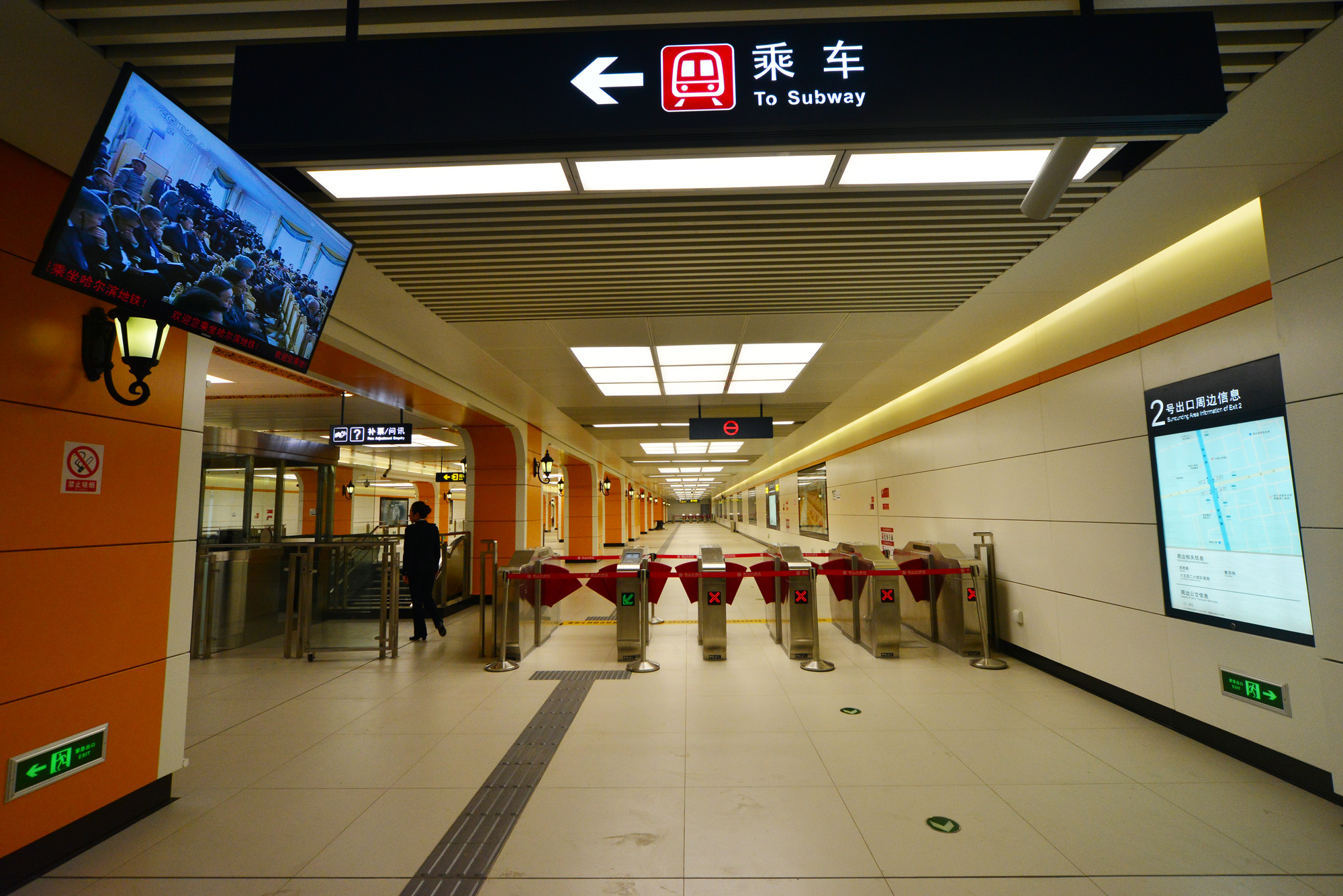
Турнекети на станції «The Second Affiliated Hospital of Harbin Medical University»
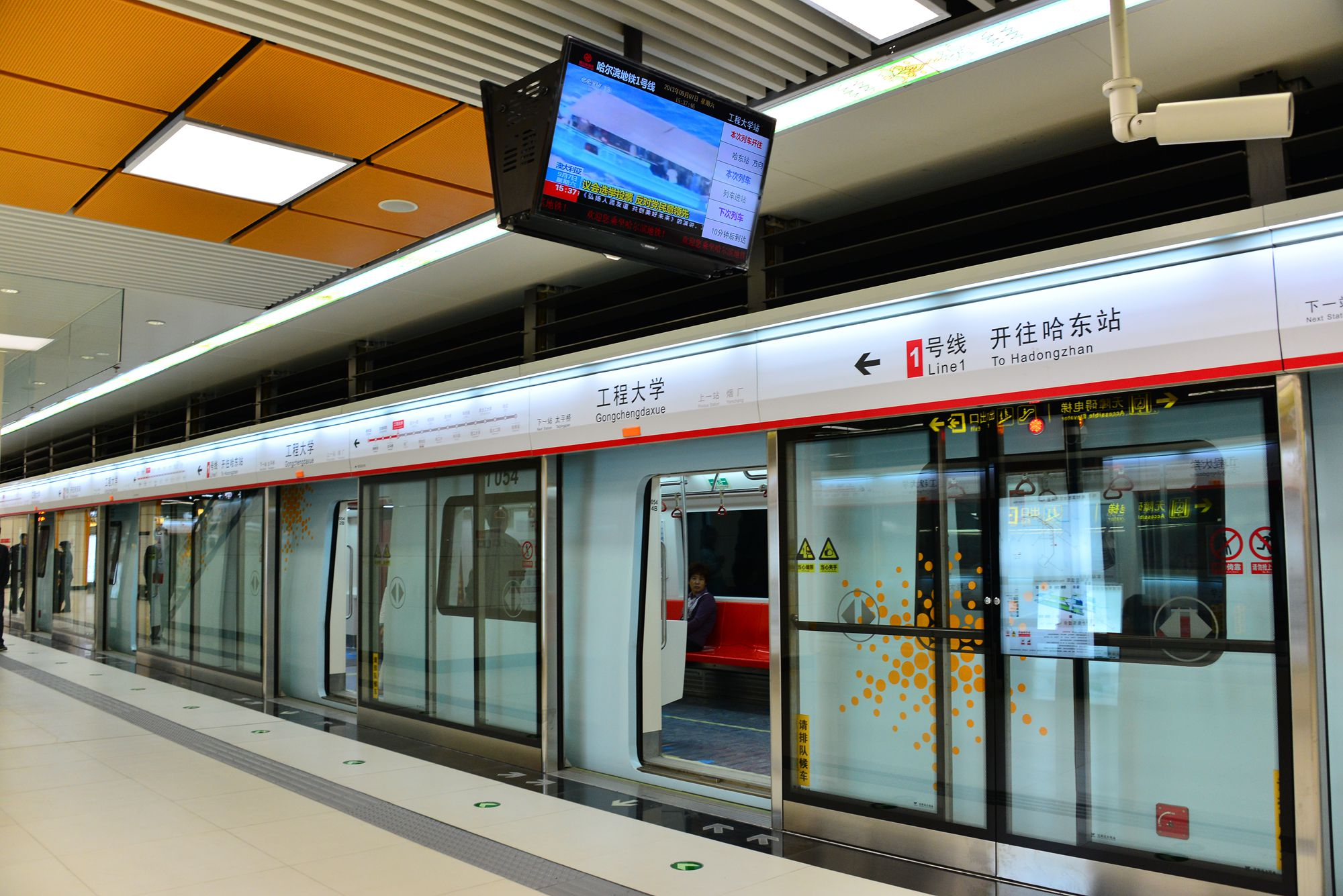
Потяг на станції «Harbin Engineering University»
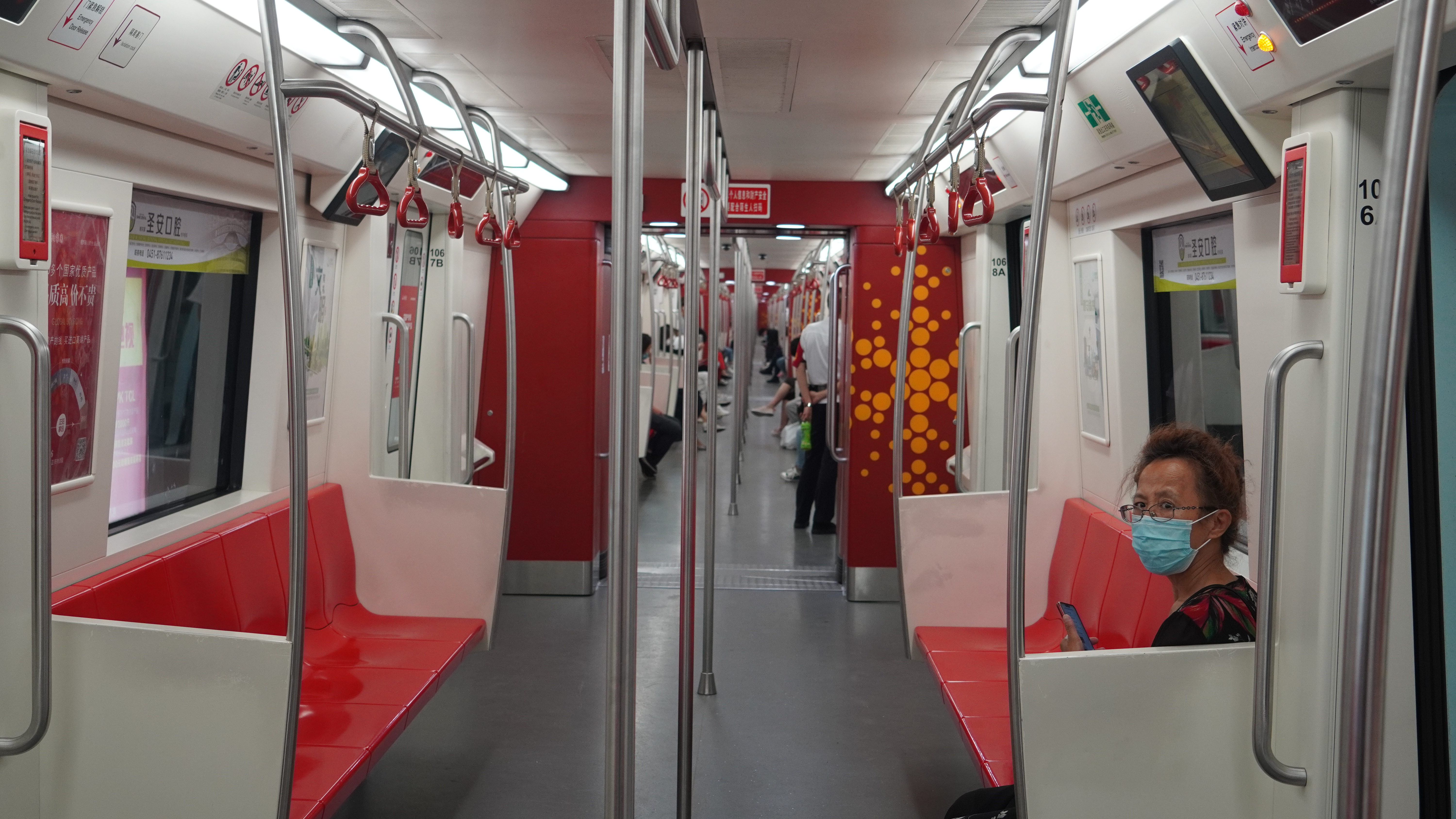
Всередині вагону